# Sharon Jacobsen
Sharon Naomi Jacobsen (ur. 30 sierpnia 1983) – amerykańska zapaśniczka walcząca w stylu wolnym. Brązowa medalistka mistrzostw panamerykańskich w 2016. Szósta w Pucharze Świata w 2006. Od 2014 roku zawodniczka MMA.